# Philip Hershkovitz
Philip Hershkovitz (12 d'octubre del 1909 – 15 de febrer del 1997) fou un mastòleg estatunidenc, conegut pel seu treball sobre mamífers sud-americans.
Publicà 164 articles, que van des d'àmplies monografies fins a contribucions menors. Descrigué 13 gèneres i 67 espècies i subespècies noves de mamífers neotropicals.
Les seves primeres publicacions versaren sobre rosegadors el 1938, treball que prolongà entre el 1944 i el 1966 sobre els tàxons Nectomys, Oecomys, Phyllotini i Holochilus.
El seu treball més destacat fou sobre els micos del Nou Món, els seus primers estudis sobre aquest tema els realitzà sobre la família Callitrichidae i posteriorment sobre Cebidae, que estengué entre les dècades del 1960 i 1970.
El 1996 publicà Catalog of Living Whales, concebut inicialment per descriure els cetacis de les costes de Sud-amèrica, però que estengué posteriorment a tots els cetacis coneguts. També escrigué sobre grups de marsupials com Gracilinanus, Philander i Dromiciops; tapirs i Sylvilagus, i publicacions extenses sobre classificació biològica.

## Honors
- 1977: membre corresponent de The Explorers Club.
- 1988: President. honorífic del XII Congrés de la International Primatological Society.
- 1991: nomenat Primatòleg Distingit per la Societat Americana de Primatòlegs i membre honorífic per la Societat Americana de Mastòlegs.[2]

### Eponímia
Diversos animals han estat anomenats en honor de Hershkovitz:
- l'ocell Tinamus osgoodi hershkovitzi Blake, 1953
- el gènere de ratpenats Hershkovitzia Guimarães i D'Andretta, 1956
- la rata Heteromys anomalus hershkovitzi Hernandez-Camacho, 1956
- la mostela de Colòmbia (Neogale felipei) Izor i de la Torre, 1978
- el mico Aotus hershkovitzi Ramírez-Cerqueira, 1983 (actualment sinònim de A. lemurinus)
- el ratolí Abrothrix hershkovitzi (Patterson et al., 1984)
- el primat fòssil Mohanamico hershkovitzi Luchterhand et al., 1986[5]
- Saimirioptes hershkovitzi O'Connor, 1987[6]
- Scapteromys hershkovitzi Reig, 1994[6]
- Eutrichophilus hershkovitzi Timm i Price, 1994[7]
- el rosegador fòssil Bensonomys hershkovitzi Martin et al., 2002[7]